# Dan Hobér
Dan Hobér, född 18 januari 1944, är en svensk ishockeytränare, som bland annat tränat danska landslaget och HV 71.

### Fotnoter
1. ↑  ”HV 71”. 29 april 2011. Arkiverad från originalet den 1 september 2010. https://web.archive.org/web/20100901063910/http://www.hv71.se/Dump/Historia/Steget-upp/. Läst 11 augusti 2011.